# Berkley Books
Berkley Books es una imprenta del Grupo Penguin que se convirtió en una compañía independiente en 1955. Fue fundada por Charles Byrne y Frederick Klein, quienes trabajaban para Avon y formaron "Chic News Company". Cambiaron el nombre de la compañía a Berkley Publishing Co. en 1955. Pronto se especializaron en publicar e imprimir libros de ciencia ficción. Fueron comprados en 1965 por G. P. Putnam's Sons y se convirtieron en sus publicadores de libros impresos.
En 1982, Putnam compró Grosset & Dunlap y Playboy Press, y las ediciones de Ace y Playboy fueron añadidas a Berkley.
Seguida a su publicación del clásico La caza del octubre rojo de Tom Clancy, Berkley Books empezó a interesarse en la ficción militar y los thrillers tecnológicos.
Hoy, Berkley es parte de Penguin Group USA.
En diciembre de 2008, Berkley canceló la publicación del libro de Herman Rosenblat Angel at the Fence cuando se descubrió que los eventos relatados en el libro sobre el holocausto nazi no eran verídicos.

## Autores
Algunos de los autores más importantes que han impreso en Berkley Books incluyen a:
- Dale Brown[1]
- Tom Clancy
- Patricia Cornwell
- Clive Cussler
- Frank Herbert
- Dean Koontz
- Nora Roberts
- Peter Vronsky